# Herrenhaus Langenapel
Das Herrenhaus Langenapel war ein denkmalgeschütztes Bauwerk im  südwestlichen Teil des Ortsteils Langenapel der Stadt Salzwedel in Sachsen-Anhalt. Im örtlichen Bodendenkmalverzeichnis ist der Standort des Bauwerks als Bodendenkmal verzeichnet.
Das Herrenhaus war Teil einer mittlerweile überbauten Burganlage.
Die Burganlage wurde im 18. Jahrhundert für die Herren von dem Knesebeck erbaut. Das Adelsgeschlecht bildete eine Familienlinie Langenapel heraus, die auf den Ritter Ludolf (1311–1357) zurückgeht. Mitte des 15. Jahrhunderts gab der Landesherr Kurfürst Friedrich II. von Brandenburg den Knesebecks die Erlaubnis zum Wiederaufbau des Herrensitzes. Zum Gut Langenapel gehörte ein Nebenbesitz Dähre, welcher direkt mitvererbt wurde. Die Familie erwarb auch Nebenbesitzungen in Pommern.
Im 19. Jahrhundert war Albert Paridam von dem Knesebeck, verheiratet mit Emilie Märther, die Stammeltern alle bis heute lebenden Familienmitglieder der von dem Knesebeck-Langenapel. Ihr ältester Sohn Georg Paridam von dem Knesebeck Erbherr auf Langenapel. Er führte den Titel Erbküchenmeister des Herzogtums Lüneburg und war ebenso bürgerlich liiert, mit Theres Hubbe. Spätestens zu ihrer Zeit wurde für die Erbregelung der Begüterung Langenapel-Dähre ein Familienfideikommiss gestiftet. Alle nachfolgenden Gutsherren waren Fideikommissherren und übernahmen den Ehrentitel Erbküchenmeister des Herzogtums Lüneburg. Major Erich von dem Knesebeck-Langenapel (1881–1930) verheiratete sich mit Charlotte von Zitzewitz und war Rechtsritter des Johanniterordens. Charlotte von dem Knesebeck lebte noch in den 1950er Jahren in Rostock. 1922 betrug der Grundbesitz zum Herrenhaus Langenapel, adliges Rittergut mit 382 ha, zum Nebenbesitz adliges Rittergut Dähre 178 ha. Letzter Grundbesitzer wurden nach dem Genealogischen Handbuch des Adels Wasmod von dem Knesbeck (1906–1993) und seine Frau Senta Jerichow (1906–1993). Sie führten das Gut Langenapel, seit 1365 in Familienhand, bis zur Bodenreform 1945.
Die letzten oberirdischen Reste des Herrenhauses wurden 1990 abgebrochen. An die Grundbesitzer erinnern bis heutige einige Tafeln in der Kirche Langenapel.